# Batalha (Portogallo)
Batalha (bɐ'taʎɐ) è un comune portoghese di 15 002 abitanti situato nel distretto di Leiria.

## Storia
Deve il suo nome ad una battaglia che si svolse nel 1383 nella piana di Aljubarrota 15 km a sud della città attuale fra Giovanni I designato successore al trono del Portogallo quale gran maestro dell'ordine militare di Avis appoggiato dai borghesi di Lisbona e il suo omonimo Giovanni I re di Castiglia che voleva impossessarsi del Portogallo.
Vinse Giovanni I del Portogallo ponendo fine alla secolare lotta con i Castigliani e ottenendo il riconoscimento, anche se non definitivo, dell'indipendenza portoghese sotto la nuova dinastia d'Avis che regnerà nel paese nel periodo più glorioso del Portogallo soprattutto per i grandi viaggi dei navigatori portoghesi, fino al 1580.

## Luoghi d'interesse

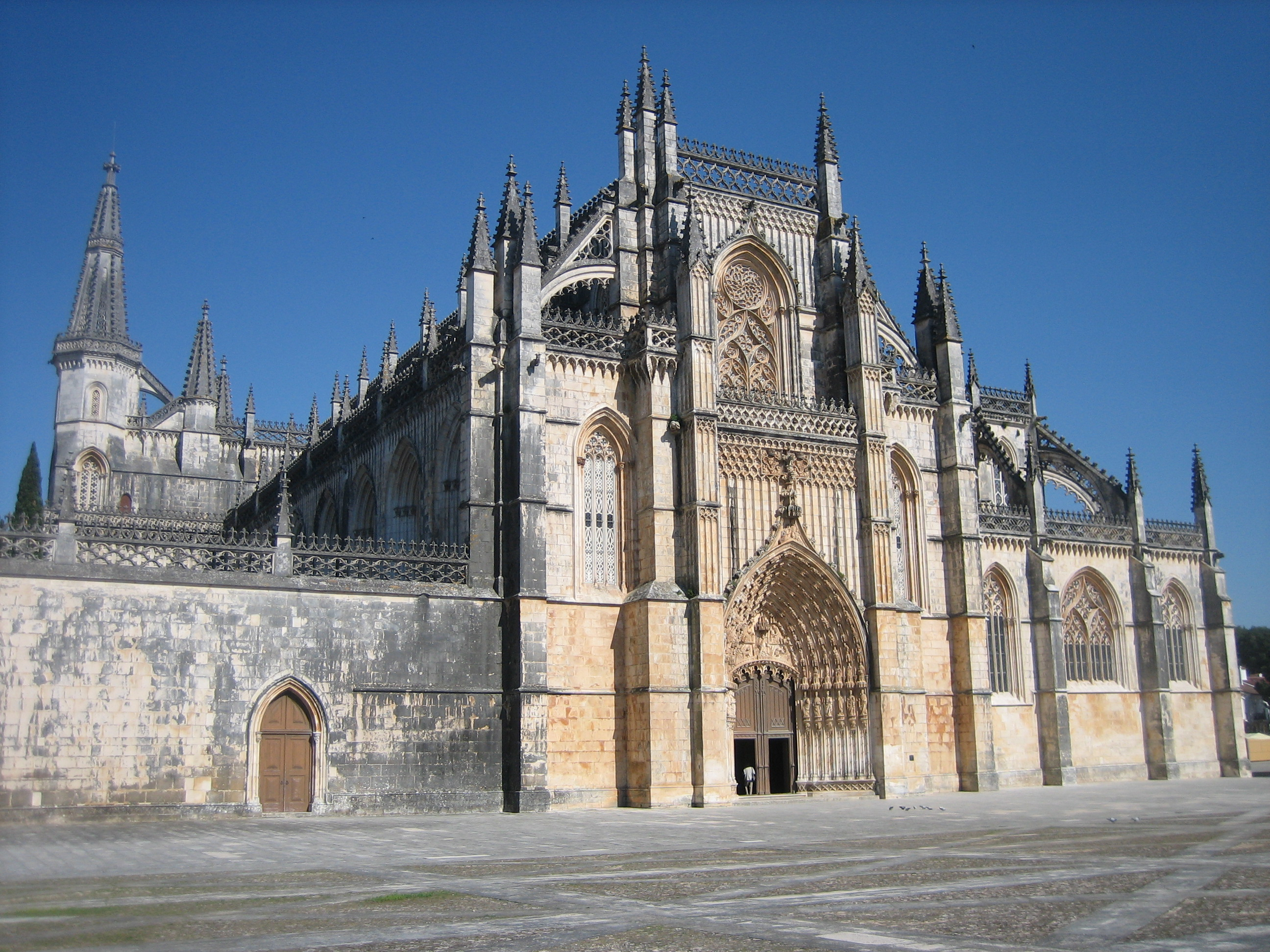
Il Monastero de Santa Maria da Vitoria

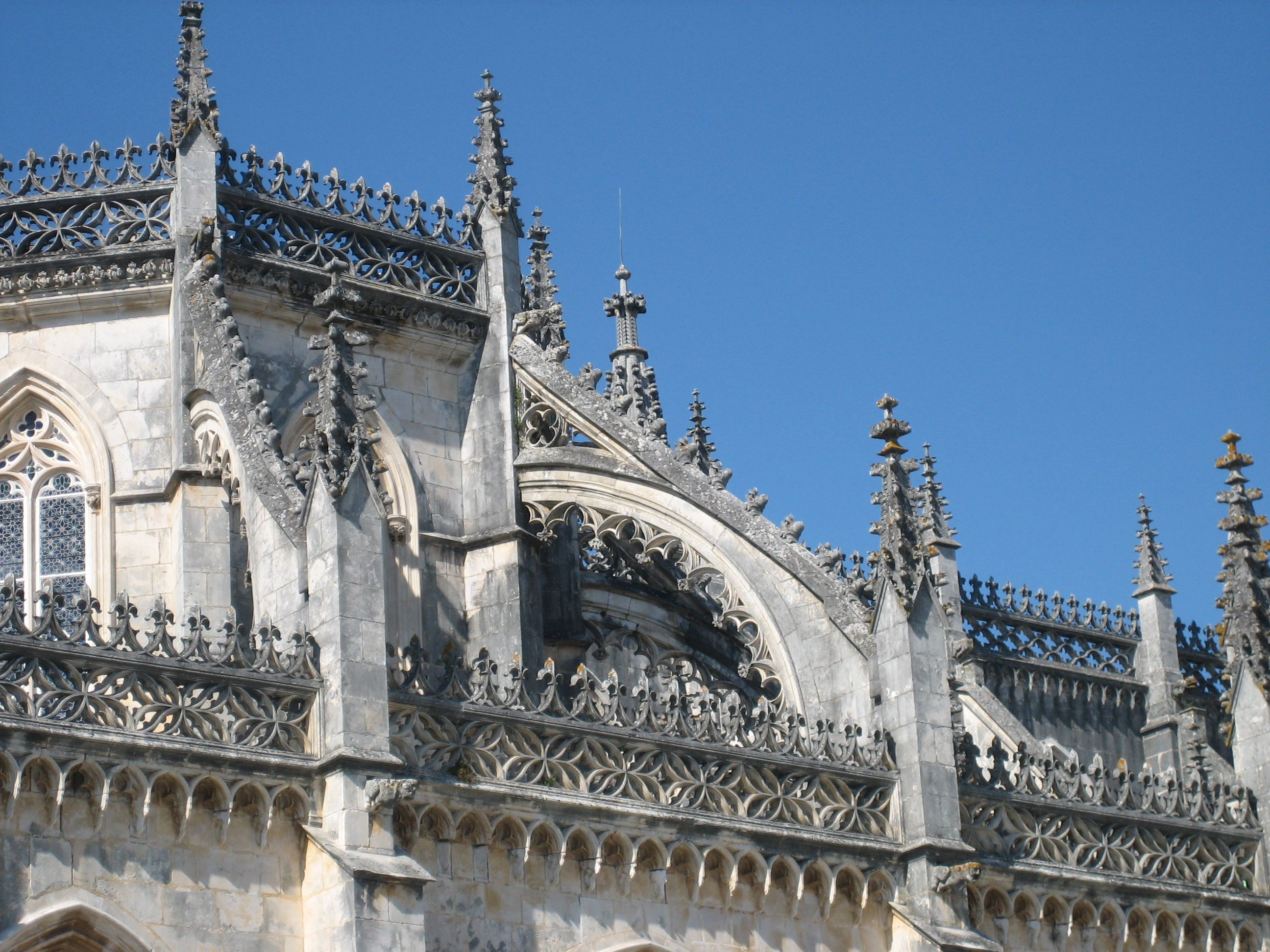
Elegante particolare del Monastero

Per adempiere a un voto da lui fatto prima della battaglia, Giovanni I del Portogallo iniziò tre anni dopo, nel 1386, la costruzione del Monastero de Santa Maria da Vitoria che rende celebre la città per il suo significato nella storia del Portogallo. Il monastero domenicano, privo di torre campanaria secondo la consuetudine dei Domenicani, terminato nel 1438 e che ebbe anche aggiunte successive, è opera dell'architetto portoghese Alfonso Domingues al quale subentrò il Maestro Huguet probabilmente inglese.
È un grande complesso edilizio considerato il capolavoro del gotico portoghese con influssi del gotico verticale inglese e con parti in stile manuelino molto ornato. All'interno nella Capela do Fundador ci sono i sepolcri del re Giovanni I e della moglie Filippa di Lancaster che si tengono per mano a simboleggiare un'unione eterna anche nella resurrezione.
Nella cappella ci sono anche le tombe di re e principi d'Avis.
Nel piazzale antistante al monastero si erge il monumento a Nuno Álvares Pereira comandante delle truppe portoghesi nella battaglia di Aljubarrota. L'abitato, che si dispone attorno al Monastero, non ha monumenti particolarmente interessanti oltre alla chiesa parrocchiale con un bel portale in stile gotico manuelino.

## Società

### Evoluzione demografica
| Popolazione di Batalha (1801 – 2004) | Popolazione di Batalha (1801 – 2004) | Popolazione di Batalha (1801 – 2004) | Popolazione di Batalha (1801 – 2004) | Popolazione di Batalha (1801 – 2004) | Popolazione di Batalha (1801 – 2004) | Popolazione di Batalha (1801 – 2004) | Popolazione di Batalha (1801 – 2004) | Popolazione di Batalha (1801 – 2004) |
| ------------------------------------ | ------------------------------------ | ------------------------------------ | ------------------------------------ | ------------------------------------ | ------------------------------------ | ------------------------------------ | ------------------------------------ | ------------------------------------ |
| 1801                                 | 1849                                 | 1900                                 | 1930                                 | 1960                                 | 1981                                 | 1991                                 | 2001                                 | 2004                                 |
| 2510                                 | 2445                                 | 7107                                 | 9634                                 | 13811                                | 12588                                | 13329                                | 15002                                | 15542                                |

## Freguesias
- Batalha
- Golpilheira
- Reguengo do Fetal
- São Mamede